# Małgorzata Brabancka
Małgorzata Brabancka (ur. 4 października 1276, zm. 14 grudnia 1311 w Genui) – królowa Niemiec, hrabina Luksemburga, córka księcia Brabancji Jana I Zwycięskiego i Małgorzaty, córki Gwidona de Dampierre, hrabiego Flandrii.

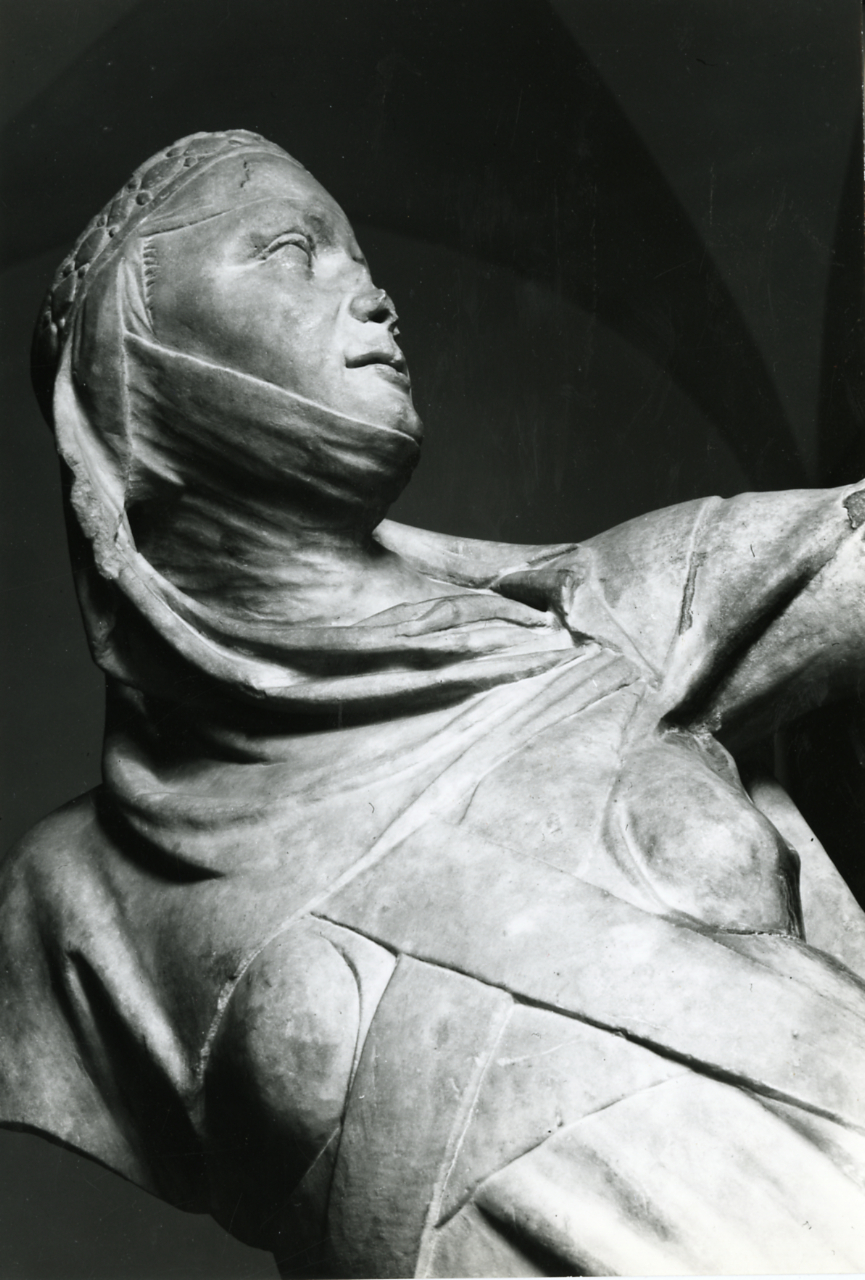
Pomnik Małgorzaty Brabanckiej

9 czerwca 1292 w Tervuren poślubiła hrabiego Luksemburga Henryka VII (1278/1279 – 24 sierpnia 1313), syna hrabiego Henryka VI i Beatrycze, córki Baldwina d’Avesnes. Małżeństwo to było rezultatem traktatu pokojowego jaki kończył wojnę między Brabancją a Luksemburgiem. Henryk i Małgorzata tworzyli razem szczęśliwe małżeństwo. Doczekali się razem syna i dwóch córek:
- Jan I Ślepy (10 sierpnia 1296 – 26 sierpnia 1346), król Czech
- Maria (1304 – 26 marca 1324), żona króla Francji Karola IV Pięknego
- Beatrycze (1305 – ok. 11 listopada 1319), żona króla Węgier Karola Roberta

W 1308 r. Henryk został wybrany królem Niemiec. Małgorzata została wraz z nim ukoronowana na królową. W 1310 r. towarzyszyła mężowi w jego wyprawie do Włoch po koronę cesarską. Podczas oblężenia Brescii poczuła się jednak źle. Zmarła kilka miesięcy później w Genui. Została pochowana w kościele św. Franciszka. W 1313 r. Henryk (cesarz od 1312 r.) wyznaczył słynnego rzeźbiarza, Giovanniego Pisano, aby wykonał nagrobek królowej.